# Alan Branscombe
Pour les articles homonymes, voir Branscombe (homonymie).
Alan Branscombe, né le 4 juin 1936 à Wallasey, Angleterre et mort le 27 octobre 1986 à Londres, est un pianiste, vibraphoniste et saxophoniste de jazz anglais.

## Carrière
Né dans une famille de musiciens — son père et son grand-père étaient musiciens professionnels — Branscombe commence l'apprentissage du saxophone alto à l'âge de six ans. Enfant, il participe à un radio-crochet, jouant de la batterie avec Victor Feldman.
De 1954 à 1956, il joue à l'armée avec Jeff Clyne. En 1958, il enregistre et fait une tournée avec Vic Ash, enregistre avec Tony Kinsey en 1959, et part en tournée au Japon avec Stanley Black en 1960.
De 1960 à 1972, il travaille par intermittence avec John Dankworth, comme pianiste et vibraphoniste. Au milieu des années soixante, il rejoint l'orchestre d'Harry South au Ronnie Scott's et accompagne Tubby Hayes (1964), Stan Tracey (1966–68), Paul Gonsalves (1969), Ben Webster (1965, 1970), et Albert Nicholas (1973).
Il parcourt l'Europe avec Stan Getz en 1970, et joue dans le groupe Lamb-Premru vers 1971.
Il a également enregistré plusieurs albums comme leader : Swingin' on the Sound Stage avec Kenny Wheeler, Duncan Lamont, Bob Efford en 1968 ;  The Day I Met the Blues avec Kinsey et Tony Coe en 1971.
Il a également participé à l'enregistrement de Got to Get You into My Life, des Beatles en tant que saxophoniste ténor.